# Acetopyrin
Acetopyrin är ett äldre febernedsättande läkemedel som är en blandning mellan acetylsalicylsyra och antipyrin. Acetopyrin är ett vitt pulver som är svårlösligt i vatten och har syrlig smak.